# Iridia Salazar Blanco
Iridia Salazar Blanco (Ciudad de México, 14 de junio de 1982) es una deportista mexicana que compitió en taekwondo. Es hermana de Óscar Salazar Blanco.
Participó en los Juegos Olímpicos de Atenas 2004, obteniendo una medalla de bronce en la categoría de –57 kg. En los Juegos Panamericanos consiguió dos medallas en los años 2003 y 2007.
Ganó tres medallas en el Campeonato Mundial de Taekwondo entre los años 1999 y 2003, y dos medallas en el Campeonato Panamericano de Taekwondo en los años 2000 y 2006.

## Palmarés internacional
| Juegos Olímpicos        | Juegos Olímpicos                  | Juegos Olímpicos  | Juegos Olímpicos |
| Año                     | Lugar                             | Medalla           | Categoría        |
| ----------------------- | --------------------------------- | ----------------- | ---------------- |
| 2004                    | Atenas (Grecia)                   | Medalla de bronce | –57 kg           |
| Campeonato Mundial      |                                   |                   |                  |
| Año                     | Lugar                             | Medalla           | Categoría        |
| 1999                    | Edmonton (Canadá)                 | Medalla de plata  | –59 kg           |
| 2001                    | Jeju (Corea del Sur)              | Medalla de plata  | –59 kg           |
| 2003                    | Garmisch-Partenkirchen (Alemania) | Medalla de plata  | –59 kg           |
| Juegos Panamericanos    |                                   |                   |                  |
| Año                     | Lugar                             | Medalla           | Categoría        |
| 2003                    | Santo Domingo (Rep. Dominicana)   | Medalla de oro    | –57 kg           |
| 2007                    | Río de Janeiro (Brasil)           | Medalla de oro    | –57 kg           |
| Campeonato Panamericano |                                   |                   |                  |
| Año                     | Lugar                             | Medalla           | Categoría        |
| 2000                    | Oranjestad (Aruba)                | Medalla de plata  | –59 kg           |
| 2006                    | Buenos Aires (Argentina)          | Medalla de oro    | –59 kg           |

## Política
En 2011, Iridia Salazar ocupó el cargo de diputada federal por el Distrito VIII de Michoacán.